# Fort Dunree
Fort Dunree (gaèlic irlandès An Dún Riabhach), localitzat a la zona occidental de la península d'Inishowen, Irlanda, fou una fortificació construïda per la Royal Navy durant les Guerres Napoleòniques. La fortificació és construïda sobre un promontori rocallós al que s'accedeix per una fissura natural. Fou remodelat en 1895 per a allotjar canons QF de 2 x 4.7 polzades (119 mm), i més tard canons QF de 5 kg i 2 x 6 polzades (152 mm) en bateria. Al cim del turó. La part superior d'un turó que domina el lloc estava emmurallada per formar un reducte.
La fortalesa és ara un museu militar amb exposicions detallades, moltes armes restaurades, com Canó naval BL 6 polzades Mc VII i un vell camp militar. També hi ha exhibicions sobre les aus de la zona, la vida marina i la vegetació costanera.